# شیخلر، ماساللی (۲)
شیخلر (به ترکی آذربایجانی: Şıxlar) یک منطقه مسکونی در جمهوری آذربایجان است که در شهرستان ماسال‌لی واقع شده است.